# Rathausen
Rathausen ist ein Ortsteil in der politischen Gemeinde Ebikon, im Kanton Luzern.

## Geschichte

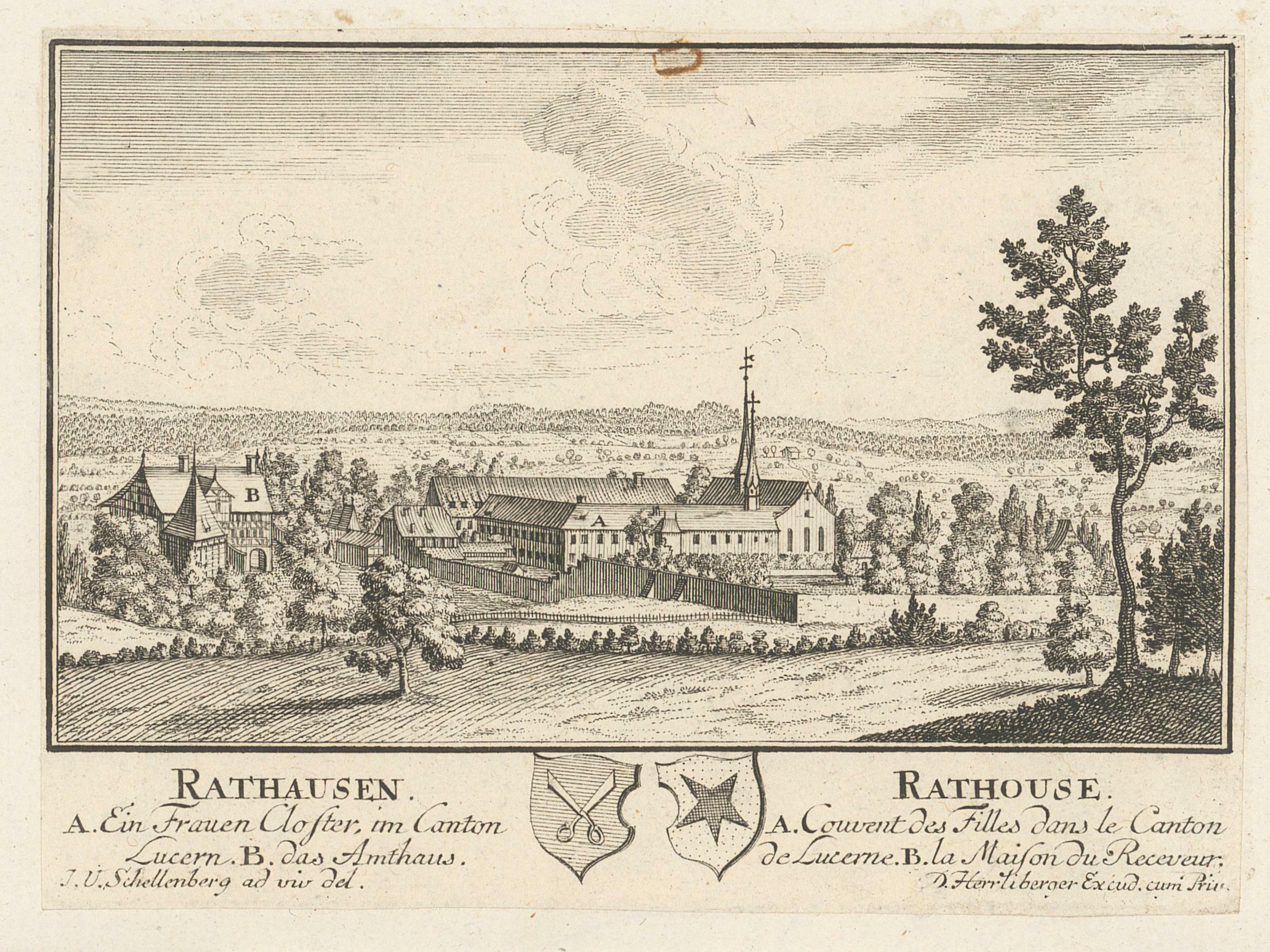
Stich von David Herrliberger, Mitte 18. Jahrhundert

In Rathausen befindet sich ein ehemaliges Kloster der Zisterzienserinnen, das 1245 gegründet wurde. 1251 wurde ein Gebäude errichtet, das mit Domus Consilii, Haus des Rates, also Rathausen bezeichnet wurde. Im Zuge der Säkularisation wurde das Kloster 1848 aufgehoben. Der Kanton Luzern eignete sich die Liegenschaften an. Die Nonnen übersiedelten nach mehreren Aufenthaltsorten (u. a. Kapuzinerkloster Vézelise) 1902 definitiv ins Kloster Thyrnau.
Von 1849 bis 1867 wurden die Gebäude als kantonales Lehrerseminar genutzt, 1871 zur Unterbringung internierter Bourbaki-Soldaten und 1881 als Heim zur Isolierung von Pockenkranken. 1882 beschloss der Grosse Rat des Kantons Luzern eine Verpflegungs- und Erziehungsanstalt für arme Kinder einzurichten. 1951 übertrug der Kanton sein Eigentum auf eine private Stiftung, die das Erziehungsheim Rathausen unter dem Namen Kinderdörfli Rathausen bis 1988 führte.
1989 wurde diese Stiftung aufgelöst und in die Stiftung für Schwerbehinderte Luzern SSBL überführt.
Anstelle der ehemaligen Klostermühle (1266 erstmals erwähnt) wurde bei Rathausen (heute Gemeinde Emmen) von 1894 bis 1896 das Kraftwerk Rathausen gebaut.

## Weitere Klöster
Am 23. Juli 1275 bezogen von hier aus die Zisterzienserinnen ein 1274 errichtetes Kloster in Ebersecken.